# Шери (Шер)
Шери (фр. Chéry) насеље је и општина у централној Француској у региону Центар (регион), у департману Шер која припада префектури Вјерзон.
По подацима из 2011. године у општини је живело 219 становника, а густина насељености је износила 16,17 становника/km². Општина се простире на површини од 13,54 km². Налази се на средњој надморској висини од 100 метара (максималној 161 m, а минималној 104 m).

## Демографија
| 1962. | 1968. | 1975. | 1982. | 1990. | 1999. | 2011. |
| ----- | ----- | ----- | ----- | ----- | ----- | ----- |
| 299   | 306   | 276   | 266   | 268   | 236   | 219   |

График промене броја становника у току последњих година